# PGC 41258
LEDA/PGC 41258 ist eine leuchtschwache irreguläre Galaxie vom Hubble-Typ Im/S im Sternbild Jungfrau auf der Ekliptik, die schätzungsweise 17 Millionen Lichtjahre von der Milchstraße entfernt ist. Gemeinsam mit zwölf weiteren Galaxien bildet sie die NGC 4442-Gruppe (LGG 288) und wird unter der Katalognummer VCC 1249 als Mitglied des Virgo-Galaxienhaufens aufgeführt.
Im selben Himmelsareal befinden sich u. a. die Galaxien Messier 49, NGC 4465, NGC 4467, NGC 4470.